# Liu Jinli
Liu Jinli (chinesisch 刘金莉, Pinyin Liú Jīnlì; * 16. März 1989 in Qiqihar) ist eine chinesische Curlerin.
Momentan spielt sie auf der Position des Second im Team von Skip Wang Bingyu und ist Mitglied des Harbin Curlingclub.
Bei der Weltmeisterschaft 2008 konnte sie als Alternate im Team von Wang Bingyu eine Medaille (Silber) bei einer Weltmeisterschaft gewinnen. Im folgenden Jahr war sie bei der WM in Südkorea wieder als Ersatzspielerin dabei und gewann die Goldmedaille. Weitere Weltmeisterschaftsteilnahmen auf verschiedenen Positionen (Lead, Second, Alternate) folgten 2012, 2013 (jeweils mit Bingyu Wang als Skip), 2014, 2015 (jeweils mit Liu Sijia als Skip) und 2017 (wieder mit Wang Bingyu). Ihre beste Platzierung war ein fünfter Platz bei der Weltmeisterschaft 2015 in Sapporo.
Als Skip der chinesischen Junioren-Nationalmannschaft gewann sie 2009 die Silbermedaille und 2010 Gold bei den Junioren-Pazifikmeisterschaften; eine weitere Silbermedaille hatte sie bereits 2008 als Second im Team von Sun Yue gewonnen. An den Pazifik-Asienmeisterschaften hat sie bislang sieben Mal teilgenommen und jedes Mal eine Medaille gewonnen (2007, 2008, 2009, 2011 und 2012 Gold, 2016 Silber und 2015 Bronze).
Jinli war als Ersatzspielerin Teil der chinesischen Olympiamannschaft um Skip Wang Bingyu, die in Vancouver 2010 die Bronzemedaille gewann. Das Spiel um Platz 3 gewannen sie gegen das Schweizer Team um Skip Mirjam Ott mit 12:6. Im Dezember 2017 sicherte sie mit dem Team von Wang Bingyu beim Olympischen Qualifikationsturnier in Pilsen für China einen der beiden letzten Startplätze für die Olympischen Winterspiele 2018 in Pyeongchang. Dort spielte sie als Second und belegte mit der chinesischen Mannschaft nach vier Siegen und fünf Niederlagen in der Round Robin den fünften Platz.